# Stylosanthes erecta
Stylosanthes erecta là một loài thực vật có hoa trong họ Đậu. Loài này được P.Beauv. miêu tả khoa học đầu tiên.